# Азуріз (футбольний клуб)
Футбольний клуб «Азуріз» (порт. Azuriz Futebol Clube) — бразильський футбольний клуб який базується в муніципалітеті Мармелейру, штат Парана. Заснований у 2018 році.